# Arcidiecéze Nagasaki
Arcidiecéze Nagasaki (latinsky Archidioecesis Nagasakiensis) je římskokatolická arcidiecéze na území japonské prefektury Nagasaki, se sídlem v Nagasaki a katedrálou Panny Marie. Jejím současným arcibiskupem je Peter Michiaki Nakamura.

## Církevní provincie

Katolické diecéze v Japonsku

Součástí církevní provincie jsounásledující diecéze:
- Arcidiecéze Nagasaki
  - Diecéze Fukuoka
  - Diecéze Kagošima
  - Diecéze Naha
  - Diecéze Oita

## Stručná historie
V roce 1876 byl zřízen apoštolský vikariát jižního Japonska, z nějž se v roce 1891 stala diecéze (sufragánní vůči arcidiecézi Tokio, povýšená roku 1959 na arcidiecézi.